# Wennemar von Bevern
Wennemar von Bevern (* im 15. Jahrhundert; † 2. Februar 1475) war Domherr in Münster.

## Leben

### Herkunft und Familie
Wennemar von Bevern entstammte dem westfälischen Adelsgeschlecht von Bevern, das aus dem Ministerialadel kam und seinen Stammsitz im münsterländischen Ostbevern und Westbevern hatte. Er
war der Sohn des Friedrich von Bevern und dessen Gemahlin Getrud Voet zu Kolvenburg und wuchs zusammen mit seinen Geschwistern Agnes († 1475, ⚭ Hermann Korff gen. Schmising), Nikolaus und Johannes, die ebenfalls Domherren zu Münster waren, auf.
Die Familie von Bevern lebte bis 1588, dem Jahr des Aussterbens im Mannesstamme, auf Schloss Bevern.

### Wirken
Wie sein Bruder Johannes verweigerte Wennemar am 6. Februar 1432 die Unterschrift unter dem Kapitelstatut. Dieses besagte, dass die Vergabe von Ämtern nur an emanzipierte Kanoniker zulässig ist. Später, am 5. April 1446, unterwarf er sich und besiegelte die Kapitelsunion. Er war auch Archidiakon zu Hövel, Heessen und Dolberg. In den Jahren 1460 bis 1461 war er Propst des Kollegiatstiftes St. Martini in Münster. Die Quellenlage gibt über seinen weiteren Lebensweg keinen Aufschluss.